# USS Robert E. Peary (FF-1073)
L'USS Robert E. Peary (FF-1073) est une frégate  de classe Knox de United States Navy. Elle est mise en service en 1972 et sert dans la Marine américaine jusqu'en 1992. Elle est ensuite transférée à la Marine de la république de Chine (ROCN) où elle sert de 1993 à 2015 sous le nom de ROCS Chi Yang (濟 陽, FF-932) sur la base navale de Zuoying au sud-ouest de Taïwan.

## Historique
L'USS Robert E. Peary a été mise en chantier le 20 décembre 1970 au Lockheed Shipbuilding and Construction Company à Seattle. Elle a été lancée le 26 juin 1971, remise à la Marine le 11 août 1972 et mise en service le 23 septembre 1972. Après deux mois de divers tests et essais sur la côte nord du Pacifique, elle a navigué pour son port d'attache de Long Beach, en Californie, le 8 novembre. Après cela, elle est restée dans la région de Long Beach pendant environ un an, partant pour le Pacifique occidental le 9 novembre 1973 et est arrivée 10 jours plus tard dans la baie de Subic, aux Philippines. Elle a pris sa retraite le 7 août 1992, a été retirée du service le 11 novembre 1995 et a été transférée à la marine taïwanaise.
Le 1er mai 2015, Chi Yang a été mis hors service avec son navire jumeau, le ROCS Fen Yang (FF-934) . Ils servent désormais pour maintenir les six autres navires.

## Galerie

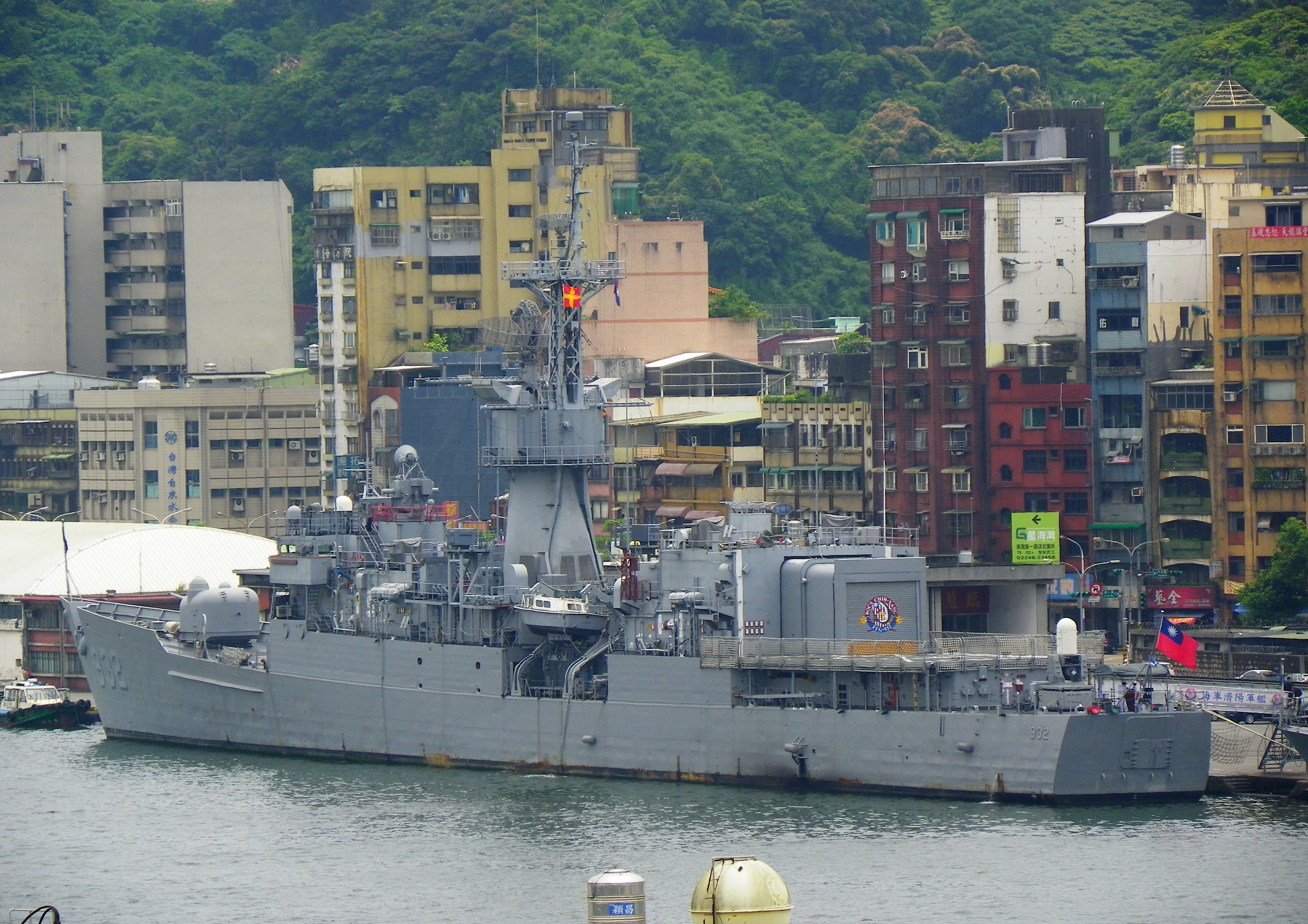
ROCS Chi Yang (FFG-932)